# Oxyprosopus
Oxyprosopus is een kevergeslacht uit de familie van de boktorren (Cerambycidae). De wetenschappelijke naam van het geslacht werd voor het eerst geldig gepubliceerd in 1864 door Thomson.

## Soorten
Oxyprosopus omvat de volgende soorten:
- Oxyprosopus angulicollis Bates, 1879
- Oxyprosopus angustus Aurivillius, 1915
- Oxyprosopus calvus Schmidt, 1922
- Oxyprosopus cinereipes (Chevrolat, 1856)
- Oxyprosopus coeruleus (Olivier, 1790)
- Oxyprosopus comis Bates, 1879
- Oxyprosopus crassus Schmidt, 1922
- Oxyprosopus cylindricus Bates, 1879
- Oxyprosopus davouldjiani Lepesme & Breuning, 1955
- Oxyprosopus filiformis Harold, 1879
- Oxyprosopus fulgens Schmidt, 1922
- Oxyprosopus neavei Aurivillius, 1914
- Oxyprosopus nimbae Lepesme & Breuning, 1952
- Oxyprosopus similis Schmidt, 1922
- Oxyprosopus superbus Schmidt, 1922
- Oxyprosopus viola Jordan, 1894